# Хабанера (фильм)
«Хабанера» (исп. La Habanera) — немецкий кинофильм 1937 года с Царой Леандер в главной роли.

## Сюжет
Юная романтическая шведка Астрея Стернхьельм настолько очарована экзотическим островом Пуэрто-Рико, куда её мимолётно занесла судьба, эффектным красавцем Педро де Авила, к тому же едва ли не самой влиятельной фигурой на острове, и звучащей повсюду зажигательной хабанерой, что за миг до отправления парохода в Европу решает остаться здесь навсегда. Однако спустя десять лет оказывается, что райская жизнь может обернуться адом: и непрерывная жара, и тираническая любовь мужа заставляют Астрею мечтать о родной Швеции, но дон Педро заявляет, что сына Хуанито (беловолосого мальчика совершенно шведской внешности) ей не отдаст. Астрея решается бежать от мужа в тот самый день, когда на остров прилетает в сопровождении легкомысленного бразильского коллеги доктора Гомеса шведский врач Свен Нагель, десять лет назад отвергнутый Астреей: он намерен найти средство от таинственной лихорадки, что ни год убивающей несколько десятков жителей, и вернуть свою любовь былых времён домой.

## В ролях
- Цара Леандер — Астрея Стернхъельм
- Фердинанд Мариан — Педро де Авила
- Карл Мартель — Свен Нагель
- Юлия Зерда — Тётя Ана
- Борис Алекин — Доктор Гомес
- Пауль Бильдт — Доктор Пардью
- Карл Кульман — Префект
- Михаэль Шульц-Дорнбург — Хуанито